# Morti nel 2021/Febbraio
| Questa pagina contiene informazioni ricavate automaticamente dalle voci biografiche con l'ausilio del template Bio e di un bot. L'aggiornamento è periodico e automatico e ricostruisce completamente la pagina. Se manca una persona in questa lista, sei pregato di non aggiungerla, ma accertati piuttosto che la sua voce biografica contenga il template Bio e che i dati anagrafici siano correttamente compilati. Se il template Bio manca, inseriscilo tu stesso o, in alternativa, metti l'avviso {{tmp\|Bio}} che ne segnala la mancanza. Se i dati riportati sono sbagliati, correggi direttamente la voce biografica; le modifiche saranno visibili in questa lista entro pochi giorni. Per chiarimenti vedi il progetto biografie. La lista contiene solo le 215 persone che sono citate nell'enciclopedia e per le quali è stato implementato correttamente il template Bio. Pagina aggiornata al 18 ago 2025. |

- 1º febbraio - Soraya Abdullah, attrice indonesiana (n. 1978)
- 1º febbraio - Edward Babiuch, politico polacco (n. 1927)
- 1º febbraio - Dustin Diamond, attore e regista statunitense (n. 1977)
- 1º febbraio - Tinka Dineva, cestista bulgara (n. 1941)
- 1º febbraio - Robert C. Jones, montatore e sceneggiatore statunitense (n. 1936)
- 1º febbraio - Jean-Pierre Jossua, teologo e scrittore francese (n. 1930)
- 1º febbraio - Tamara Rylova, pattinatrice di velocità su ghiaccio sovietica (n. 1931)
- 1º febbraio - Ryszard Szurkowski, ciclista su strada polacco (n. 1946)
- 1º febbraio - Bob Wilkinson, rugbista a 15 e imprenditore britannico (n. 1951)
- 2 febbraio - Mauro Benvenuti, calciatore italiano (n. 1934)
- 2 febbraio - David Donato, cantante statunitense (n. 1954)
- 2 febbraio - Marisa Gentilin, cestista italiana (n. 1936)
- 2 febbraio - Walter Graf, bobbista svizzero (n. 1937)
- 2 febbraio - Millie Hughes-Fulford, astronauta e chimica statunitense (n. 1945)
- 2 febbraio - Pepi Merisio, fotografo e fotoreporter italiano (n. 1931)
- 2 febbraio - Tom Moore, ufficiale e militare britannico (n. 1920)
- 2 febbraio - Fausta Morganti, politica e insegnante sammarinese (n. 1944)
- 2 febbraio - Francesco Panzino, arbitro di calcio italiano (n. 1933)
- 3 febbraio - Antonio Amato, canottiere italiano (n. 1934)
- 3 febbraio - Benito Boldi, calciatore italiano (n. 1934)
- 3 febbraio - Jean-Jacques Guilbert, medico e pedagogista francese (n. 1928)
- 3 febbraio - Haya Harareet, attrice e sceneggiatrice israeliana (n. 1931)
- 3 febbraio - Charlie Henke, cestista statunitense (n. 1939)
- 3 febbraio - Adelaide João, attrice portoghese (n. 1921)
- 3 febbraio - Régine Robin, storica, romanziera e traduttrice canadese (n. 1939)
- 3 febbraio - Tony Trabert, tennista statunitense (n. 1930)
- 3 febbraio - Albán Vermes, nuotatore ungherese (n. 1957)
- 3 febbraio - Margreth Weivers, attrice svedese (n. 1926)
- 4 febbraio - Paolo Bartolozzi, politico italiano (n. 1957)
- 4 febbraio - Boulos Nassif Borkhoche, arcivescovo cattolico libanese (n. 1932)
- 4 febbraio - Santiago Damián García, calciatore uruguaiano (n. 1990)
- 4 febbraio - Cesare Leonardi, architetto italiano (n. 1935)
- 4 febbraio - Erez Lustig, cestista israeliano (n. 1933)
- 4 febbraio - Samuel Vestey, III barone Vestey, nobile e filantropo inglese (n. 1941)
- 5 febbraio - Isa Bellini, attrice, doppiatrice e cantante italiana (n. 1922)
- 5 febbraio - Josef Benz, bobbista svizzero (n. 1944)
- 5 febbraio - Gino Masciarelli, scultore italiano (n. 1940)
- 5 febbraio - Christopher Plummer, attore canadese (n. 1929)
- 5 febbraio - Butch Reed, wrestler e giocatore di football americano statunitense (n. 1954)
- 5 febbraio - Ken Roberts, allenatore di calcio e calciatore gallese (n. 1936)
- 5 febbraio - Leon Spinks, pugile statunitense (n. 1953)
- 6 febbraio - Jean Bayless, attrice teatrale e cantante britannica (n. 1932)
- 6 febbraio - Nino Borsellino, storico della letteratura, critico letterario e italianista italiano (n. 1929)
- 6 febbraio - Harry Fielder, attore britannico (n. 1940)
- 6 febbraio - Giuseppe Orciari, politico italiano (n. 1923)
- 6 febbraio - Roberto Reale, direttore della fotografia italiano (n. 1926)
- 6 febbraio - George Shultz, politico e economista statunitense (n. 1920)
- 7 febbraio - Jean Josselin, pugile francese (n. 1940)
- 7 febbraio - Robert J. Lagomarsino, politico statunitense (n. 1926)
- 7 febbraio - Leslie Laing, velocista giamaicano (n. 1925)
- 7 febbraio - Mario Osbén, calciatore cileno (n. 1950)
- 7 febbraio - Giuseppe Rotunno, direttore della fotografia italiano (n. 1923)
- 7 febbraio - Moufida Tlatli, regista, sceneggiatrice e montatrice tunisina (n. 1947)
- 8 febbraio - Jean-Claude Carrière, sceneggiatore, scrittore e attore francese (n. 1931)
- 8 febbraio - Cala Cimenti, alpinista e scialpinista italiano (n. 1975)
- 8 febbraio - Tony Collins, calciatore e allenatore di calcio inglese (n. 1926)
- 8 febbraio - Graham Day, calciatore inglese (n. 1953)
- 8 febbraio - David Egerton, rugbista a 15 e allenatore di rugby a 15 britannico (n. 1961)
- 8 febbraio - Corrado Francia, cantante italiano (n. 1948)
- 8 febbraio - Cyril Mango, bizantinista e archeologo britannico (n. 1928)
- 8 febbraio - Jean Obeid, politico e giornalista libanese (n. 1939)
- 8 febbraio - Phil Rollins, cestista statunitense (n. 1934)
- 8 febbraio - Marty Schottenheimer, giocatore di football americano e allenatore di football americano statunitense (n. 1943)
- 8 febbraio - Willie Scott, giocatore di football americano statunitense (n. 1959)
- 8 febbraio - Anthony Sowell, criminale statunitense (n. 1959)
- 8 febbraio - Els Vader, velocista olandese (n. 1959)
- 8 febbraio - Mary Wilson, cantante statunitense (n. 1944)
- 8 febbraio - Ron Wright, politico statunitense (n. 1953)
- 9 febbraio - Marilena Ansaldi, danzatrice, coreografa e attrice brasiliana (n. 1934)
- 9 febbraio - Chick Corea, compositore, pianista e tastierista statunitense (n. 1941)
- 9 febbraio - Antonio Del Duca, politico italiano (n. 1926)
- 9 febbraio - Valeria Gagealov, attrice e doppiatrice rumena (n. 1931)
- 9 febbraio - James Gordon Jr., politico filippino (n. 1947)
- 9 febbraio - Franco Marini, sindacalista e politico italiano (n. 1933)
- 10 febbraio - Dick Bunt, cestista e allenatore di pallacanestro statunitense (n. 1929)
- 10 febbraio - Luigi Romolo Cielo, medievista e storico dell'arte italiano (n. 1938)
- 10 febbraio - Dai Davies, calciatore gallese (n. 1948)
- 10 febbraio - Larry Flynt, editore statunitense (n. 1942)
- 10 febbraio - Maurizio Liverani, giornalista, regista e scrittore italiano (n. 1928)
- 10 febbraio - Pachín, allenatore di calcio e calciatore spagnolo (n. 1938)
- 10 febbraio - Mladen Vranković, allenatore di calcio e calciatore croato (n. 1938)
- 11 febbraio - Reg Lewis, attore statunitense (n. 1936)
- 11 febbraio - Rowena Morrill, artista e illustratrice statunitense (n. 1944)
- 11 febbraio - Isadore Singer, matematico statunitense (n. 1924)
- 11 febbraio - Joan Weldon, attrice e cantante statunitense (n. 1930)
- 12 febbraio - Gianni Beschin, arbitro di calcio e dirigente sportivo italiano (n. 1953)
- 12 febbraio - Celso Guity, calciatore honduregno (n. 1955)
- 12 febbraio - Paolo Isotta, critico musicale, musicologo e scrittore italiano (n. 1950)
- 12 febbraio - Maurizio Mattei, arbitro di calcio italiano (n. 1942)
- 12 febbraio - Bernard Nsayi, vescovo cattolico della Repubblica del Congo (n. 1943)
- 12 febbraio - Christopher Pennock, attore statunitense (n. 1944)
- 12 febbraio - Lynn Stalmaster, casting director statunitense (n. 1927)
- 12 febbraio - Wolfgang Wenzel, astronomo tedesco (n. 1929)
- 12 febbraio - Kenjiro Yoshigasaki, artista marziale giapponese (n. 1951)
- 13 febbraio - Simonetta Bernardi, storica italiana (n. 1940)
- 13 febbraio - Bolesław Kwiatkowski, cestista polacco (n. 1942)
- 13 febbraio - Helen Meier, insegnante e scrittrice svizzera (n. 1929)
- 13 febbraio - Alberto Oliart, politico, avvocato e funzionario spagnolo (n. 1928)
- 13 febbraio - Francesco Smurra, politico italiano (n. 1927)
- 13 febbraio - Kadir Topbaş, politico, architetto e funzionario turco (n. 1945)
- 13 febbraio - Ansley Truitt, cestista statunitense (n. 1950)
- 13 febbraio - Jurij Vlasov, sollevatore, scrittore e politico sovietico (n. 1935)
- 14 febbraio - Jody Alderson, nuotatrice statunitense (n. 1935)
- 14 febbraio - Catherine Belsey, critica letteraria britannica (n. 1940)
- 14 febbraio - Jacqueline Donny, modella francese (n. 1927)
- 14 febbraio - Erriquez, cantautore, chitarrista e produttore discografico italiano (n. 1960)
- 14 febbraio - Ari Gold, cantautore statunitense (n. 1974)
- 14 febbraio - Carlos Menem, avvocato e politico argentino (n. 1930)
- 14 febbraio - Ion Mihai Pacepa, militare rumeno (n. 1928)
- 15 febbraio - Tito Arecchi, fisico italiano (n. 1933)
- 15 febbraio - Steuart Bedford, direttore d'orchestra e pianista britannico (n. 1939)
- 15 febbraio - Florence Birdwell, cantante e insegnante statunitense (n. 1924)
- 15 febbraio - Sandro Dori, attore italiano (n. 1938)
- 15 febbraio - Andréa Guiot, soprano francese (n. 1928)
- 15 febbraio - Vincent Jackson, giocatore di football americano statunitense (n. 1983)
- 15 febbraio - Leopoldo Luque, calciatore argentino (n. 1949)
- 15 febbraio - Johnny Pacheco, cantante dominicano (n. 1935)
- 16 febbraio - Massimo Anderson, politico italiano (n. 1934)
- 16 febbraio - Lonnie Kluttz, cestista statunitense (n. 1945)
- 16 febbraio - Bernard Lown, cardiologo statunitense (n. 1921)
- 16 febbraio - Joan Margarit i Consarnau, poeta e architetto spagnolo (n. 1938)
- 16 febbraio - Giovanni Marongiu, avvocato e politico italiano (n. 1937)
- 16 febbraio - Gustavo Noboa, politico ecuadoriano (n. 1937)
- 16 febbraio - Jan Sokol, politico, filosofo e attivista ceco (n. 1936)
- 16 febbraio - Claudio Sorrentino, doppiatore, direttore del doppiaggio e attore italiano (n. 1945)
- 17 febbraio - Özcan Arkoç, allenatore di calcio e calciatore turco (n. 1939)
- 17 febbraio - Jacinto Cayco, nuotatore filippino (n. 1924)
- 17 febbraio - Raffaele Cutolo, mafioso italiano (n. 1941)
- 17 febbraio - Évelyne Golhen, cestista francese (n. 1933)
- 17 febbraio - Rush Limbaugh, conduttore radiofonico e giornalista statunitense (n. 1951)
- 17 febbraio - Andrea Lo Vecchio, cantautore, compositore e paroliere italiano (n. 1942)
- 17 febbraio - Joseph Pastor Neelankavil, vescovo cattolico indiano (n. 1930)
- 17 febbraio - Mike Renshaw, calciatore e allenatore di calcio inglese (n. 1948)
- 17 febbraio - Gianluigi Saccaro, schermidore italiano (n. 1938)
- 17 febbraio - Martí Vergés, calciatore spagnolo (n. 1934)
- 18 febbraio - Vittore Bocchetta, scultore, pittore e saggista italiano (n. 1918)
- 18 febbraio - Gianni Corsolini, allenatore di pallacanestro e dirigente sportivo italiano (n. 1933)
- 18 febbraio - Ketty Fusco, attrice, regista e scrittrice svizzera (n. 1926)
- 18 febbraio - Leonid Jačmenëv, allenatore di pallacanestro sovietico (n. 1938)
- 18 febbraio - Frank Lupo, sceneggiatore e produttore televisivo statunitense (n. 1955)
- 18 febbraio - Andrej Vasil'evič Mjagkov, attore sovietico (n. 1938)
- 18 febbraio - John Roach, giocatore di football americano statunitense (n. 1933)
- 18 febbraio - Guido Stagnaro, autore televisivo, sceneggiatore e scrittore italiano (n. 1925)
- 18 febbraio - U-Roy, disc jockey giamaicano (n. 1942)
- 19 febbraio - Faisal Al-Dosari, calciatore bahreinita (n. 1968)
- 19 febbraio - Luigi Albertelli, paroliere e autore televisivo italiano (n. 1934)
- 19 febbraio - Đorđe Balašević, cantautore jugoslavo (n. 1953)
- 19 febbraio - Arturo Di Modica, scultore italiano (n. 1941)
- 19 febbraio - Calixto Malcom, cestista panamense (n. 1947)
- 19 febbraio - Adolf Mathis, sciatore alpino svizzero (n. 1938)
- 19 febbraio - Ion N. Petrovici, neurologo rumeno (n. 1929)
- 20 febbraio - Mauro Bellugi, calciatore italiano (n. 1950)
- 20 febbraio - Chris Craft, pilota di Formula 1 britannico (n. 1939)
- 20 febbraio - Giovanni Cesare Ferrara, costituzionalista e politico italiano (n. 1929)
- 20 febbraio - Nicola Tempesta, judoka italiano (n. 1935)
- 21 febbraio - Giovanni Knapp, ciclista su strada italiano (n. 1943)
- 21 febbraio - Angelo Miserocchi, ciclista su strada italiano (n. 1933)
- 21 febbraio - Zlatko Saračević, pallamanista e allenatore di pallamano croato (n. 1961)
- 22 febbraio - Luca Attanasio, diplomatico italiano (n. 1977)
- 22 febbraio - Paolo Castaldi, compositore e saggista italiano (n. 1930)
- 22 febbraio - Aleksander Doba, viaggiatore polacco (n. 1946)
- 22 febbraio - Javier Espíndola, allenatore di pallacanestro uruguaiano (n. 1956)
- 22 febbraio - Lawrence Ferlinghetti, poeta e editore statunitense (n. 1919)
- 22 febbraio - Maria Ghezzi, disegnatrice, pittrice e scultrice italiana (n. 1927)
- 22 febbraio - Gary Halpin, martellista e rugbista a 15 irlandese (n. 1966)
- 22 febbraio - Vittorio Iacovacci, militare italiano (n. 1990)
- 22 febbraio - Enrico Obletter, giocatore di softball e dirigente sportivo australiano (n. 1959)
- 22 febbraio - Giancarlo Santi, regista italiano (n. 1939)
- 22 febbraio - Jack Whyte, scrittore scozzese (n. 1940)
- 23 febbraio - Franco Cassano, sociologo e politico italiano (n. 1943)
- 23 febbraio - Fausto Gresini, pilota motociclistico e dirigente sportivo italiano (n. 1961)
- 23 febbraio - Tormod Knutsen, combinatista nordico norvegese (n. 1932)
- 23 febbraio - Lamberto Leonardi, allenatore di calcio e calciatore italiano (n. 1939)
- 23 febbraio - Margaret Maron, scrittrice statunitense (n. 1938)
- 23 febbraio - Juan Carlos Masnik, calciatore uruguaiano (n. 1943)
- 23 febbraio - Wolfango Montanari, velocista italiano (n. 1931)
- 23 febbraio - Willy Ta Bi, calciatore ivoriano (n. 1999)
- 23 febbraio - Heinz Hermann Thiele, imprenditore tedesco (n. 1941)
- 23 febbraio - Ahmed Zaki Yamani, politico saudita (n. 1930)
- 24 febbraio - Antonio Catricalà, avvocato, magistrato e dirigente pubblico italiano (n. 1952)
- 24 febbraio - Philippe Jaccottet, poeta e traduttore svizzero (n. 1925)
- 24 febbraio - Atsushi Miyagi, tennista giapponese (n. 1931)
- 24 febbraio - Ronald Pickup, attore britannico (n. 1940)
- 25 febbraio - Arkadij Davidovič, scrittore e aforista russo (n. 1930)
- 25 febbraio - Craig Dixon, ostacolista statunitense (n. 1926)
- 25 febbraio - Peter Gotti, mafioso statunitense (n. 1939)
- 25 febbraio - Bede Vincent Heather, vescovo cattolico australiano (n. 1928)
- 25 febbraio - Frank Holness, cestista e allenatore di pallacanestro panamense
- 25 febbraio - Muriel Marland-Militello, politica francese (n. 1943)
- 25 febbraio - Vincenzo Musardo, artista, pittore e scultore italiano (n. 1943)
- 25 febbraio - Yves Ramousse, vescovo cattolico e missionario francese (n. 1928)
- 25 febbraio - Fausto Rovelli, cardiologo italiano (n. 1918)
- 25 febbraio - Juan Francisco Sarasti Jaramillo, arcivescovo cattolico colombiano (n. 1938)
- 25 febbraio - Finn Sterobo, calciatore danese (n. 1933)
- 25 febbraio - Ton Thie, calciatore olandese (n. 1944)
- 26 febbraio - Ladislava Bakanic, ginnasta statunitense (n. 1924)
- 26 febbraio - Ken Brady, cestista statunitense (n. 1952)
- 26 febbraio - Ronald Gillespie, chimico britannico (n. 1924)
- 26 febbraio - Aleksandr Klepikov, canottiere sovietico (n. 1950)
- 26 febbraio - Gastone Lenzi, calciatore e allenatore di calcio italiano (n. 1927)
- 26 febbraio - Hannu Mikkola, pilota di rally finlandese (n. 1942)
- 26 febbraio - Horacio Moráles, calciatore argentino (n. 1943)
- 26 febbraio - Michael Somare, politico papuano (n. 1936)
- 26 febbraio - Odette Vollenweider, compositrice di scacchi svizzera (n. 1933)
- 27 febbraio - Dante Crippa, calciatore italiano (n. 1937)
- 27 febbraio - Giuseppe Quieti, politico, giornalista e avvocato italiano (n. 1936)
- 27 febbraio - Eddie Solomon, cestista statunitense (n. 1931)
- 28 febbraio - Milan Bandić, politico croato (n. 1955)
- 28 febbraio - Irv Cross, giocatore di football americano statunitense (n. 1939)
- 28 febbraio - Bernard Guyot, ciclista su strada e pistard francese (n. 1945)
- 28 febbraio - William Liller, astronomo statunitense (n. 1927)
- 28 febbraio - Anna Majani, imprenditrice e politica italiana (n. 1936)
- 28 febbraio - Louis Nix III, giocatore di football americano statunitense (n. 1991)
- 28 febbraio - Glenn Roeder, calciatore e allenatore di calcio inglese (n. 1955)
- 28 febbraio - Yusuf Shʿaban, attore egiziano (n. 1931)